# Vapor Trails
Vapor Trails is het zeventiende album van Rush, uitgebracht in 2002 door Anthem Records en Atlantic Records. Het kwam er zes jaar na hun vorige studioalbum Test for Echo. Opnieuw betekende dit album een verandering van stijl: de keyboards worden helemaal achterwege gelaten en ook gitaarsolo's zijn niet meer te horen op dit album.

## Nummers
1. One Little Victory – 5:08
2. Ceiling Unlimited – 5:28
3. Ghost Rider – 5:41
4. Peaceable Kingdom – 5:23
5. The Stars Look Down – 4:28
6. How It Is – 4:05
7. Vapor Trail – 4:57
8. Secret Touch – 6:34
9. Earthshine – 5:38
10. Sweet Miracle – 3:40
11. Nocturne – 4:49
12. Freeze (Part IV Of Fear) – 6:21
13. Out Of The Cradle – 5:03

## Artiesten
- Geddy Lee - zang, bas
- Alex Lifeson - gitaar
- Neil Peart - drums